# Speocropia aenyra
Speocropia aenyra är en fjärilsart som beskrevs av Druce 1889. Speocropia aenyra ingår i släktet Speocropia och familjen nattflyn. Inga underarter finns listade i Catalogue of Life.